# Juan Ocampo
Juan Antonio Ocampo Silva (ur. 11 czerwca 1989 w Tepic) – meksykański piłkarz występujący na pozycji lewego obrońcy, obecnie zawodnik Guadalajary.

## Kariera klubowa
Ocampo jest wychowankiem klubu Chivas de Guadalajara, do której seniorskiej drużyny został włączony jako osiemnastolatek przez szkoleniowca José Manuela de la Torre, po kilku latach występów w drugoligowych rezerwach, CD Tapatío. W 2007 roku dotarł z zespołem do dwumeczu finałowego najbardziej prestiżowych rozgrywek kontynentu, Pucharu Mistrzów CONCACAF, lecz nie rozegrał wówczas ani jednego spotkania i w meksykańskiej Primera División zadebiutował dopiero za kadencji trenera Efraína Floresa, 14 marca 2008 w przegranym 1:2 spotkaniu z Veracruz. Nie potrafił sobie jednak wywalczyć miejsca w wyjściowej jedenastce i na ligowych boiskach pojawiał się sporadycznie. W 2010 roku dotarł ze swoją drużyną do finału rozgrywek Copa Libertadores, lecz nie wystąpił wówczas w żadnej konfrontacji.
Wiosną 2011 Ocampo został wypożyczony do drużyny Querétaro FC, w której spędził kolejne półtora roku, początkowo regularnie pojawiając się na ligowych boiskach, lecz z biegiem czasu rozgrywał coraz mniej meczów w najwyższej klasie rozgrywkowej.
| Sezon     | Klub                  | Kraj   | Rozgrywki        | Mecze | Bramki |
| --------- | --------------------- | ------ | ---------------- | ----- | ------ |
| 2007/2008 | Chivas de Guadalajara | Meksyk | Primera División | 1     | 0      |
| 2008/2009 | Chivas de Guadalajara | Meksyk | Primera División | 3     | 0      |
| 2009/2010 | Chivas de Guadalajara | Meksyk | Primera División | 8     | 0      |
| 2010/2011 | Chivas de Guadalajara | Meksyk | Primera División | 0     | 0      |
| 2010/2011 | Querétaro FC          | Meksyk | Primera División | 9     | 0      |
| 2011/2012 | Querétaro FC          | Meksyk | Primera División | 12    | 0      |
| 2012/2013 | Chivas de Guadalajara | Meksyk | Primera División |       |        |

## Kariera reprezentacyjna
W 2009 roku Ocampo został powołany przez selekcjonera Juana Carlosa Cháveza do reprezentacji Meksyku U-20 na Młodzieżowe Mistrzostwa Ameryki Północnej. Tam był podstawowym piłkarzem swojej drużyny i wystąpił we wszystkich trzech spotkaniach od pierwszej minuty, a jego kadra narodowa zanotowała remis i dwie porażki, zajmując ostatnie miejsce w grupie, przez co nie zdołała zakwalifikować się na Mistrzostwa Świata U-20 w Egipcie.